# إتش إس إلكترا
كانت إتش إس إلكترا، المعروفة سابقًا باسم إس إس إلكترا، باخرة مجرية تم إطلاقها في عام 1883. في عام 1914، تم الاستيلاء عليها في الجيش النمساوي المجري لاستخدامها كسفينة مستشفى. لقد سميت كانت منذ ذلك الحين باسم إتش إس إلكترا.

## البناء
تم بناء إلكترا في ترييستي لصالح شركة Lloyd Austro-Ungarico. تم تعويمها في أبريل 1883، وتم إطلاقها في نوفمبر من نفس العام وانتهت في أبريل 1884. تم تقييمها بـ3199 طنًا إجماليًا بطول 116.3 مترًا وعرض 11.5 مترًا.

## النسف
في 18 مارس 1916، كانت إلكترا تبحر عبر البحر الأدرياتيكي قبالة كيب بلانكا، عندما رصدتها الغواصة الفرنسية أمبير. أطلقت أمبير طوربيدًا أصاب إلكترا وألحق أضرارًا بها. تم ربط إلكترا بالشاطئ وأعيد إدخالها في الخدمة بعد الإصلاحات في سبتمبر 1916.